# Tree (comando)
Tree (árvore em português) é comando do MS-DOS que exibe graficamente a árvore de diretórios e arquivos. a partir do diretório-raiz para que o usuário tenha a organização hierárquica do seu disco. Esse comando pode conter algumas variações baseadas em parâmetros:
/F - exibe a árvore de diretórios mostrando também os arquivos existentes dentro deles;
/A - instrui o comando tree a usar ASCII em vez de caracteres estendidos.
Exemplo:
C:\>tree /f